# براندون جيرتز
براندون جيرتز (بالإنجليزية: Brandon Girtz؛ مواليد 6 مارس 1985) هو مُقاتل فنون قتالية مختلطة أمريكي.

## وصلات خارجية
- براندون جيرتز على موقع بيلاتور (الإنجليزية)
- براندون جيرتز على موقع شيردوغ (الإنجليزية)
- براندون جيرتز على موقع IMDb (الإنجليزية)